# T-Bone Walker
Aaron Thibeaux Walker, beter bekend als T-Bone Walker (Linden (Texas), 28 mei 1910 – Los Angeles (Californië), 16 maart 1975), was een Amerikaans bluesgitarist en tevens een van de meest invloedrijke muzikanten van het begin van de 20e eeuw.

## Biografie
Walker was de zoon van een Afrikaanse Amerikaan en een Cherokee, beiden muzikanten. Als jonge man ontmoette hij Blind Lemon Jefferson, een andere grote blueslegende, die een huisvriend van zijn moeder en stiefvader was. Walkers debuut, "Wichita Falls Blues" / "Trinity River Blues", werd opgenomen in 1929 voor Columbia Records. Zijn kenmerkende geluid ontdekte hij zelf pas in 1942, toen Walker "Mean Old World" opnam voor Capitol Records. Zijn elektrische gitaarsolo's waren een van de eerste die men kon horen op moderne bluesopnames, en zijn vandaag nog een standaard.
Veel van Walkers muziek is opgenomen van 1946-1948 voor het label Black & White Records, zoals zijn "Stormy Monday" uit 1947 met de beroemde openingszin "They call it stormy Monday, but Tuesday's just as bad". Hij vervolgde met zijn "T-Bone Shuffle": "Let your hair down baby, let's have a natural ball." Beide liedjes worden beschouwd als bluesklassiekers. B.B. King zegt dat "Stormy Monday" hem inspireerde om gitaar te leren spelen.
Gedurende heel zijn loopbaan werkte hij met verschillende muzikanten, onder meer met Teddy Buckner (trompet), Lloyd Glenn (piano), Billy Hadnott (bas) en Jack McVea (tenor sax).
Na zijn werk voor Black & White, werkte hij van '50 tot '54 voor Imperial Records (bijgestaan door Dave Bartholomew). Walkers enige opname in de vijf daaropvolgende jaren was T-Bone Blue, opgenomen over drie wijdverspreide sessies in 1955, 1956 en 1959, en uiteindelijk uitgegeven door Atlantic Records in 1960.
In de vroege jaren 60 vertoonde Walkers carrière enige vertraging, ondanks zijn verschijning op het Amerikaanse Folk Blues Festival in 1962 met onder anderen Memphis Slim en Willie Dixon. Enkele albums volgden nog, zoals I Want a Little Girl, en Good Feelin', waarvoor hij een Grammy Award won in 1970.
T-Bone Walker stierf in 1975 op 64-jarige leeftijd, en werd begraven in Inglewood Park Cemetry, Inglewood (Californië).

## Invloed
Walkers spel beïnvloedde onder anderen artiesten zoals Chuck Berry en hij was zelfs Jimi Hendrix' grootste held toen deze nog kind was. Het was bovendien Walker die bij optredens soms met zijn tanden of met de gitaar achter zijn hoofd speelde - iets waar Hendrix later bekend mee is geworden. Walker is in 1980 opgenomen in de Blues Hall of Fame en in 1987 in de Rock and Roll Hall of Fame.

## Discografie
- The Complete Imperial Recordings 1950-1954, Imperial/EMI, 1991, CDP-7-96737-2
- T-Bone Blues, Atlantic, 1960, 8020

- Biblioteca Nacional de España: XX1195220
- Bibliothèque nationale de France: cb13900970s (data)
- Catàleg d'autoritats de noms i títols de Catalunya: 981058518389306706
- Gemeinsame Normdatei: 134549864
- International Standard Name Identifier: 0000 0003 6849 971X
- Library of Congress Control Number: n86100309
- Nationale Bibliotheek van Letland: 000045093
- MusicBrainz: f1a3fb4a-fff6-4556-a290-3704b109da90
- Nationale Bibliotheek van Tsjechië: js20050523028
- Nederlandse Thesaurus van Auteursnamen: 071554254
- LIBRIS: 100730
- SNAC: w6fn2j7x
- Système universitaire de documentation: 146730836
- Trove: 940655
- Virtual International Authority File: 59271204
- WorldCat: E39PBJwtqKR789W4JXpYCcR7pP